# Corydalis tongolensis
Corydalis tongolensis är en vallmoväxtart som beskrevs av Adrien René Franchet. Corydalis tongolensis ingår i släktet nunneörter, och familjen vallmoväxter. Inga underarter finns listade i Catalogue of Life.